# Баси (Горња Савоја)
Баси (фр. Bassy) насеље је и општина у источној Француској у региону Рона-Алпи, у департману Горња Савоја која припада префектури Сен Жилијен ан Женвоа.
По подацима из 2011. године у општини је живело 453 становника, а густина насељености је износила 59,84 становника/km². Општина се простире на површини од 7,57 km². Налази се на средњој надморској висини од 316 метара (максималној 442 m, а минималној 260 m).

## Демографија
| 1962. | 1968. | 1975. | 1982. | 1990. | 1999. | 2011. |
| ----- | ----- | ----- | ----- | ----- | ----- | ----- |
| 266   | 280   | 263   | 256   | 312   | 328   | 453   |

График промене броја становника у току последњих година